# Czworo i pół przyjaciela
Czworo i pół przyjaciela (ang. Four and a Half Friends, niem. 4 ½ Freunde, 2015) – niemiecko-hiszpański serial animowany, powstały na podstawie książek autorstwa Joachima Friedricha.
Premiera serialu odbyła się w Niemczech 5 października 2015 na niemieckim kanale Kika. W Polsce serial zadebiutował 7 listopada 2015 na antenie Canal+ Family.

## Opis fabuły
Serial opisuje historię czterech bohaterów – Charly'ego, Stefki, Oskara (nazywanego Rzodkiewką) i Fredka, którzy wspólnie z małym, sprytnym kundlem Dandym prowadzą agencję detektywistyczną o nazwie Charly i Spółka, a ich atutami są wrażliwość, dociekliwość i spostrzegawczość. Charly i reszta codziennie razem przeżywają niesamowite przygody, rozwiązując przy tym zagadki kryminalne.

## Wersja polska
Wersja polska: na zlecenie platformy nc+ – Studio Publishing

Dialogi: Małgorzata Kochańska

Reżyseria: Dorota Kawęcka

Dźwięk i montaż: Jacek Kacperek

Kierownictwo produkcji: Aneta Staniszewska-Kozioł

Udział wzięli:
- Artur Pontek – Charly
- Magdalena Krylik – Stefka
- Jacek Wolszczak – Fredek
- Jan Cięciara – Rzodkiewka
- Jarosław Domin –
  - Dandy,
  - Johnny (odc. 7),
  - ochroniarz w banku (odc. 17),
  - Ksawery (odc. 18),
  - pan Springer (odc. 25)

W pozostałych rolach:
- Mateusz Lewandowski –
  - Tymek (odc. 1),
  - brat pani Stratford (odc. 2),
  - woźny (odc. 3),
  - Flappy (odc. 4),
  - kierownik sali (odc. 4),
  - pan Praset (odc. 4),
  - burmistrz (odc. 14),
  - Marco (odc. 15),
  - Carowski (odc. 16),
  - Tytus (odc. 17),
  - kasjer (odc. 17),
  - Bernard Samuel (odc. 21)
- Agnieszka Fajlhauer –
  - Karola (odc. 1),
  - Madeline (odc. 4),
  - Anna Sorenson (odc. 5)
- Katarzyna Łaska –
  - Nicola (odc. 1, 6-7),
  - pani Manchini (odc. 3),
  - hrabina (odc. 4),
  - pracowniczka banku (odc. 5),
  - pies #4 (Dana) (odc. 15),
  - panna Brise (odc. 16),
  - panna Spungle (odc. 19),
  - Nino (odc. 20)
- Janusz Wituch –
  - pan Harry,
  - Toby Liman (odc. 5),
  - pies #1 (Flitz) (odc. 15),
  - pan Werner Pinter (odc. 17),
  - pan Jensen (odc. 18),
  - uliczny pies #2 (odc. 20),
  - sprzątacz (odc. 20),
  - sprzedawca w antykwariacie (odc. 21),
  - Derk (odc. 24),
  - tata Cindy (odc. 25)
- Grzegorz Kwiecień –
  - Martinez (odc. 1, 4, 7, 13, 15-17, 20),
  - tata Stefki i Rzodkiewki (odc. 5),
  - woźny Daniel (odc. 8-9),
  - Bernie (odc. 12),
  - policjant (odc. 18),
  - Paul (odc. 19)
- Andrzej Chudy –
  - pan inspektor (odc. 1, 4-5, 7, 13, 15-17, 19-21),
  - kamerdyner (odc. 6),
  - Victor (odc. 12),
  - kierowca koparki (odc. 14)
- Katarzyna Tatarak –
  - pani Stratford (odc. 2, 8-9, 12-13, 17, 19, 21),
  - mama Jessiki (odc. 15)
- Małgorzata Szymańska –
  - mama Fredka (odc. 2),
  - członkini Cyber Zgrai (odc. 3),
  - Cindy (odc. 25)
- Miłosz Konkel –
  - Santy (odc. 3),
  - Ben (odc. 13),
  - pies Lucky (odc. 15),
  - Eddie (odc. 24)
- Cezary Kwieciński –
  - członek Cyber Zgrai (odc. 3),
  - pan Rubenacher (odc. 4),
  - dziadek Stefki i Rzodkiewki (odc. 5),
  - pan Tomlinson (Ważniak) (odc. 6, 9, 17-18, 20-21),
  - deweloper Robert Cash (odc. 14),
  - pies #2 (Bongo) (odc. 15),
  - uliczny pies #1 (odc. 20),
  - Carl (odc. 25)
- Monika Wierzbicka –
  - Joanna (odc. 4),
  - panna Janice (odc. 6, 12, 17, 20-21),
  - mama Daniela (odc. 8),
  - babcia Charly’ego (odc. 14),
  - pani Tomlinson (odc. 18),
  - pani Hip (odc. 19)
- Maciej Dybowski – Miki (odc. 6-7)
- Małgorzata Szymańska – Linda (odc. 18)
- Brygida Turowska-Szymczak

i inni
Lektor: Maciej Gudowski

## Spis odcinków
| Premiera odcinka | N/o | Polski tytuł                            | Angielski tytuł                                |
| ---------------- | --- | --------------------------------------- | ---------------------------------------------- |
|                  |     |                                         |                                                |
| SERIA PIERWSZA   |     |                                         |                                                |
|                  |     |                                         |                                                |
| 07.11.2015       | 01  | Sprawa parasola w grochy                | The Case of the Polka Dot Umbrella             |
|                  |     |                                         |                                                |
| 14.11.2015       | 02  | Sprawa tajemniczej peruki               | The Case of the Mistery of the Wig             |
|                  |     |                                         |                                                |
| 14.11.2015       | 03  | Sprawa zaginionego kota                 | The Case of the Online Cat                     |
|                  |     |                                         |                                                |
| 21.11.2015       | 04  | Sprawa zaginionej gwiazdy reklamy       | The Case of the Missing Tv Star                |
|                  |     |                                         |                                                |
| 21.11.2015       | 05  | Sprawa oszukanego dziadka               | The Case of the Tricked Grandpa                |
|                  |     |                                         |                                                |
| 28.11.2015       | 06  | Sprawa chorego detektywa                | The Case of the Contagious Detective           |
|                  |     |                                         |                                                |
| 28.11.2015       | 07  | Sprawa markowego ciucha                 | The Case of the Trendy Tracksuit               |
|                  |     |                                         |                                                |
| 05.12.2015       | 08  | Dziwna sprawa woźnego Daniela           | The Strange Case of Daniel the Janitor         |
|                  |     |                                         |                                                |
| 05.12.2015       | 09  |                                         | The Case of the School Scandal                 |
|                  |     |                                         |                                                |
| 12.12.2015       | 10  |                                         | The Case of the Skulking Garden Gnomes         |
|                  |     |                                         |                                                |
| 12.12.2015       | 11  |                                         | The Case of the Lonely Panthers                |
|                  |     |                                         |                                                |
| 19.12.2015       | 12  | Sprawa wroga niezdrowego jedzenia       | The Case of the Fast Food Enemy                |
|                  |     |                                         |                                                |
| 19.12.2015       | 13  | Sprawa kradzieży jadalnej rzeźby        | The Case of the Tasteful Art Robbery           |
|                  |     |                                         |                                                |
| 26.12.2015       | 14  | Sprawa skradzionych ogórków             | The Case of the Missing Cucumbers              |
|                  |     |                                         |                                                |
| 26.12.2015       | 15  | Sprawa przed wszystkimi innymi sprawami | The Case Before All the Others Cases           |
|                  |     |                                         |                                                |
| 02.01.2016       | 16  | Sprawa złodzieja samochodów             | The Case of the Car Thief                      |
|                  |     |                                         |                                                |
| 09.01.2016       | 17  | Sprawa szantażysty na scenie            | The Case of the Blackmailer on Stage           |
|                  |     |                                         |                                                |
| 16.01.2016       | 18  | Sprawa zabłąkanego ducha                | The Case of the Chicken Connection             |
|                  |     |                                         |                                                |
| 23.01.2016       | 19  | Sprawa opiekunki do dzieci              | The Case of a Trophy in the Hay Barn           |
|                  |     |                                         |                                                |
| 30.01.2016       | 20  | Sprawa graffiti na ścianie szkoły       | The Case of the Stupid Burglar                 |
|                  |     |                                         |                                                |
| 06.02.2016       | 21  | Sprawa kapsuły                          | The Case of the Capsule                        |
|                  |     |                                         |                                                |
| 13.02.2016       | 22  |                                         | The Case of the Calamitous Gym                 |
|                  |     |                                         |                                                |
| 20.02.2016       | 23  |                                         | The Case of the Superhero Babysitter           |
|                  |     |                                         |                                                |
| 27.02.2016       | 24  |                                         | The Case of the Sabotaged Film Set             |
|                  |     |                                         |                                                |
| 27.02.2016       | 25  | Sprawa trofeum jeździeckiego            | The Case of the Graffitti on the School Façade |
|                  |     |                                         |                                                |
|                  | 26  |                                         | The Case of the Wandering Ghost                |
|                  |     |                                         |                                                |